# Millo (Cusco)
El Millo (posiblemente del aymara para una especie de salitre / marrón claro, rojizo, rubio, castaño oscuro,   quechua para salado,  ) es una montaña en la cordillera de Vilcanota en los Andes de Perú, de unos 5.500 metros de altura. Se encuentra en la región de Cusco, provincia de Canchis, distrito de Checacupe, y en la región de Puno, provincia de Carabaya, distrito de Corani. El Millo se encuentra al noroeste de la gran zona glaciar de Quelccaya (llanura de nieve en quechua) y al oeste del Unollocsina